# 229777 ENIAC
إي أن آي أي سي (ويعرف أيضًا باسم 229777 إي أن آي أي سي وفق تسمية الكوكب الصغير) (بالإنجليزية: ENIAC)‏ هو كويكب ضمن حزام الكويكبات؛ وترتيبه 229777 من حيث الاكتشاف.
اكتُشف هذا الجُرم الفلكي بواسطة Juan Lacruz ‏ في 28 يونيو 2008.

## وصلات خارجية
- 229777 ENIAC في قاعدة بيانات مختبر الدفع النفاث لأجرام النظام الشمسي الصغيرة

- الاكتشاف · مخطط المدار ·  العناصر المدارية · المعلمات المادية

- 229777 ENIAC على موقع ويكي سكاي: DSS2, SDSS, GALEX, IRAS, Hydrogen α, X-Ray, Astrophoto, Sky Map, Articles and images